# ゴジラの逆襲
『ゴジラの逆襲』（ゴジラのぎゃくしゅう）は、1955年（昭和30年）4月24日に公開された東宝製作の日本映画。特撮怪獣映画「ゴジラシリーズ」の第2作である。略称は『ゴジ逆』、『逆襲』など。監督は小田基義、主演は小泉博。
観客動員数は834万人。モノクロ、スタンダード。同時上映は『弥次喜多漫才道中 化け姫騒動の巻』（脚本：倉谷勇 監督：佐伯幸三 主演：夢路いとし・喜味こいし 宝塚映画作品）。

## 概要
前作『ゴジラ』の大ヒットを受けて制作されたシリーズ第2作であり、2代目ゴジラに加えて新怪獣アンギラスも登場する。また、ゴジラが別の怪獣と戦う最初の東宝特撮映画にして、「怪獣同士の対決」という日本の怪獣映画の流れを決定付けた作品でもある。一方、対決が物語中盤で決着してしまうなど、初作品ゆえの試行錯誤もみられる。
ストーリーは前作に比べて反核の要素が薄くなっており、ゴジラに立ち向かう人々や廃墟から立ち上がる人々の姿を描いている。結末も、（架空の）科学技術でゴジラを倒した前作に対し、本作品では大自然の驚異によるものとなっている。ホームドラマ風の人物描写は、監督の小田基義の作家性によるものとされる。
東宝チャンピオンまつりで再上映された作品を除き、歴代シリーズで本作品のみ、完全な形での予告編が現存していない。
1966年5月15日にはTBSでテレビ初放送された。東宝特撮怪獣映画のテレビ放送としても初めてであった。
2024年には4Kデジタルリマスター版が制作され、2025年2月28日から3月6日までゴジラ70周年記念企画「ゴジラ・シアター2025」にて上映された。

## ストーリー
海洋漁業KKの魚群探査機パイロットの月岡正一は、岩戸島に不時着した同僚の小林弘治の救助に向かうため、島へ着陸する。月岡と小林の頭上の断崖では第2のゴジラと未知の巨大怪獣が激しく戦っており、まもなく2体は戦いながら海に落ち、それを目撃した月岡たちは辛くも脱出する。
数日後、大阪市警視庁本部では古生物学者の山根恭平博士と、同僚の田所博士を招いての緊急会議が開かれる。月岡と小林の証言により、ゴジラと戦っていた怪獣は、ゴジラと同時代に生息した凶暴な肉食恐竜のアンキロサウルス、通称アンギラスであることが判明する。両者は水爆実験の影響で現代に蘇ったのだ。早速、このゴジラの東京襲撃を知る山根博士に対策案が求められるが、山根は「ゴジラを防ぐ方法は残念ながら、一つもありません」と答えるのみだった。ゴジラの猛威を伝える記録フィルムが上映され、改めて関係者たちは息をのむ。山根はゴジラを葬り去った唯一の手段であるオキシジェン・デストロイヤーが開発者の芹沢大助の死によって封印された以上、水爆実験の記憶から光を憎悪して向かって行くゴジラの性質に基づき、徹底した灯火管制を敷いて可能な限り市街地から遠ざけるのが最良だと提言する。
ジェット戦闘機隊のレーダー探査により、紀伊水道のはるか南方に潜むゴジラの姿が捉えられる。海上防衛隊のフリゲート艦が追撃に向かい、田所博士はゴジラが紀州および紀伊水道沿岸に上陸すると予想する。その海域は海洋漁業KKにとって最重要漁区であり、社長以下一同は心配するもゴジラが進路を変えたことから、大阪市は安堵に包まれる。月岡は婚約者である社長令嬢の秀美とダンスホールでつかの間の逢瀬を楽しむが、そこにゴジラが大阪湾内へ転進したという緊急警報が流れ、ダンスホールはパニックとなる。月岡と秀美は新大阪駅付近の社長宅へ避難するが、そこにはすでに小林が駆け付けていた。社長は工場へ行ったと聞かされた秀美を残し、月岡と小林は工場へ向かう。
ゴジラの襲来予測を受け、大阪市は厳重な灯火管制が敷かれる。その夜、大阪水上警察署を拠点に防衛隊が集結し、港区沿岸には特車部隊が砲門を揃える。その眼前の海面から現れたゴジラは、飛来したジェット戦闘機隊が投下した照明弾により、外海へ誘導されていく。しかし同じころ、護送車で移送中だった囚人たちが脱走したうえ、そのうち3人は近くにあったタンクローリーに乗って逃走し、警官や月岡らの追跡を受ける。その結果、タンクローリーはガソリン貯蔵所に迷い込み、石油タンクに突っ込んで大爆発を起こしてしまう。たちまち発生した大火災の光により、ゴジラは此花区へ上陸する。その後を追うように上陸したアンギラスとの激戦により、海洋漁業KKの本社工場は壊滅する。激戦を繰り広げた末、ゴジラは大阪城の付近でついにアンギラスを下すと、その遺骸を白熱光で大阪市街ごと焼き払い、大阪湾へ姿を消す。
海洋漁業KKは支社のある北海道を拠点とした活動を余儀なくされるが、小林は北海道で地元の女性と恋に落ちると宣言し、「花婿」の愛称で親しまれる。業務は順調であり、月岡と秀美の北海道訪問を受けた宴会が料亭で開かれる。月岡はこの料亭で、戦時中に同じ旧日本海軍の飛行機隊にいた旧友の田島・池田両航空防衛隊員と再会する。しかし、一同のもとにゴジラが海洋漁業KKの漁船を撃沈したとの報が飛び込んでくる。
月岡は田島たちとともにゴジラの捜索に向かい、神子島に向かって泳ぐゴジラを発見する。これを受け、小林は燃料が尽きかけていた月岡に代わりを申し出、事務所に恋人の写真を残して飛行機で飛び立つ。小林はゴジラの足止めを務めるが、攻撃隊の到着後に海へ逃れるゴジラを遮ろうとしたところで白熱光を浴びせられ、飛行機ごと島の雪山に激突して犠牲となる。これがきっかけで発生した雪崩を見た月岡たちは、小林が命と引き換えに残したヒントと捉え、爆撃で雪崩を起こしてゴジラを雪中に生き埋めにする作戦を考案する。そして、月岡も含めた戦闘機隊によって決行された作戦は成功し、ゴジラは生き埋めとなる。小林の無念を晴らした月岡は、感無量の思いで「小林、とうとうゴジラをやっつけたぞ」と呟くのだった。

## 登場人物
月岡 正一（）
本作品の主人公。海洋漁業KKパイロット。27歳。
秀美とは婚約関係にある。戦時中は海軍飛行隊のパイロットを務めていた。
岩戸島でゴジラとアンギラスを目撃したことから事件に巻き込まれる。大阪壊滅後は北海道支社に転勤するが、オホーツク海で再びゴジラを目撃する。墜落した小林機の状況から雪崩作戦を立案し、自らも飛行部隊に参加する。
- 演じた小泉博は、怪獣映画ではあってもファンタジックな芝居ではないため、普通に演じることができたと述懐している。

山路 秀美（）
海洋漁業KK無線係。同社社長の山路耕平の娘である。20歳。
婚約者の月岡とは無線で私信も行っている。父のことは「パパ」と呼んでいる。

小林 弘治（）
海洋漁業KKパイロット。26歳。
陽気な人物。同僚の月岡とともに岩戸島でゴジラとアンギラスを目撃する。大阪壊滅後に転勤した北海道支社では、花嫁探しを宣言したことから「花婿さん」というあだ名を付けられる。オホーツク海で再びゴジラに遭遇し、自機に白熱光を浴びせられた結果、神子島の山腹に激突して死亡する。しかし、このとき生じた雪崩をヒントに、雪崩作戦が立案されることとなる。

山根 恭平（）
前作より引き続き登場。古生物学者。
ゴジラ対策のために大阪へ招かれるが、照明弾による誘導を提案するに留まった。

田所博士（）
動物学者。50歳。
対策本部でアンギラスについて解説する。

寺沢（）
防衛隊幹部。戦時中は月岡らの上官であった。45歳。

芝木 信吾（）
海洋漁業KK北海道支社長。43歳。

田島（）
防衛隊隊員。26歳。
月岡の学友であり、飛行隊時代の戦友でもある。雪崩作戦の指揮を執る。
- 演じる土屋嘉男によれば、最初の撮影に合流できなかったため、途中から登場する役になったという。

井上 やす子（）
海洋漁業KK無線係。19歳。

山路 耕平（）
海洋漁業KK社長。55歳。秀美の父。
ゴジラとアンギラスが大阪へ上陸した際には、同社の缶詰工場が壊滅する光景を目の当たりにしたうえ、本社も打撃を受けるが、北海道支社を中心に再起することを決意する。

池田（）
防衛隊隊員。27歳。
月岡の学友であり、飛行隊時代の戦友でもある。舟艇隊を指揮し、神子島でのゴジラ封じ込めを成功させる。

## 登場怪獣
ゴジラ

アンギラス

## 登場兵器・メカニック

### 架空
- 24連装ロケット砲車

### 実在

#### 防衛隊
- M24軽戦車[出典 39]
- あさかぜ型護衛艦
- 上陸用舟艇[出典 40]
- F-86Fセイバー戦闘機[出典 41]（F-86F セイバー旭光[96]）
- T-33A練習機[出典 42]（ロッキードT-33A ジェット練習機 若鷹[96]）
- サンダース・ロー S36 ラーウィック飛行艇[99]
- 九二式重機関銃
- M1騎銃

#### 警察・消防
- パトロールカー（シボレー スタイルマスター型）
- 護送車（囚人車[107]）
- ポンプ消防車（いすゞ・TX型）
- 三八式歩兵銃
- M1917リボルバー

#### 民間
- セスナ 170 [99]
- タンクローリー[99]（いすゞ・TX型）

## 設定
岩戸島（）
小林機が不時着した無人島。島内ではゴジラとアンギラスが戦っていた。
- 所在地について、書籍『ゴジラ大百科』では「大戸島の近海」、書籍『ゴジラ大辞典』では「四国か紀伊半島の近海」と記述している。
- 書籍『ゴジラ大百科』では、神子島とともに天岩戸をイメージしたネーミングであると推測している。

神子島（）
北緯53度、東経148度にある島全体が氷に覆われた無人島。上陸したゴジラを、防衛隊による雪崩作戦で氷の中に閉じ込める。
次作『キングコング対ゴジラ』でゴジラが出現した氷山はこの島から流出したものとされる。
- 劇中で語られている位置は、現実ではオホーツク海の中央付近を指しており、ソビエト連邦の領土内である。

照明弾作戦
山根博士の発案による、強い光に憎しみを感じるというゴジラの習性を利用した作戦。大阪市街に灯火管制を敷き、上空から投下した照明弾でゴジラを誘導し、大阪湾外へ出すことを目的とする。
一時はゴジラを突堤から沖合2キロメートルへ誘導することに成功するが、市街地で起きた火災に引き寄せられてゴジラは上陸したうえ、照明弾がアンギラスも引き寄せる結果となった。

## キャスト
- 月岡正一[出典 43]：小泉博
- 山路秀美[出典 44]：若山セツ子
- 小林弘治[出典 45]：千秋実
- 山根博士[出典 46]：志村喬
- 田所博士[出典 47]：清水将夫
- 寺沢隊長[出典 48]：恩田清二郎
- 芝木信吾[出典 49]：沢村宗之助
- 田島隊員[出典 50]：土屋嘉男
- 井上やす子[出典 51]：木匠マユリ
- 大阪防衛隊隊長[出典 52]：山田巳之助
- 山路耕平[115][116]：笠間雪雄
- 囚人B[出典 53]：大村千吉
- 上陸用舟艇隊長[出典 54]（池田[出典 55]）：山本廉
- 囚人A[出典 56]：大友伸
- 海洋漁業KK課長[出典 57]：土屋博敏
- 大阪警視総監[出典 58]：笈川武夫
- 囚人C[出典 59]：牧壮吉
- 囚人D[出典 60]：広瀬正一
- 囚人E[出典 61]：吉田新
- 囚人F[出典 62]、海洋漁業KK北海道支社員[129]：夏木順平
- 料亭・弥生の女将[出典 63]：三田照子
- アンギラス[出典 64]：手塚勝巳
- ゴジラ[12][48]：中島春雄
- キャバレーの歌手[出典 65]：星野みよ子[注釈 12]（コロムビア）

### キャスト（ノンクレジット）
- 囚人護送中の警官[12][133]、大阪市のアナウンス[133]：橘正晃
- 囚人護送中の警官[12][134]：伊原徳
- 囚人護送中の警官[12]、囚人：中丸忠雄
- 囚人：松江陽一
- 大阪防衛隊幹部：大西康雅[12]、西條竜介、榊田敬二[12][135]
- 北海丸船長[12][136]：熊谷二良
- 北海丸船員：宇留木康二、大江秀、緒方燐作、坂本晴哉[12]
- 北海丸無電係：清水良二
- 海洋漁業KK社員：今井和雄[137]、川又吉一[138]、吉頂寺晃[12][139]、瀬良明[12][140]、松本光男[12]、光秋次郎
- 海洋漁業KK社員、自衛隊員：越後憲三、由起卓也
- 海洋漁業KK社員[141]、料亭・弥生の女中[141]：東静子
- 報告に来た社員[12][142]・宇野[注釈 13]：宇野晃司
- 海洋漁業KK北海道支社員：大江秀
- テレビのアナウンサー、海洋漁業KK北海道支社員[12]：帯一郎
- 北海道支社の来客：須田準之助
- 対策本部員：松下正秀[出典 66]、石川隆昭[注釈 14]
- 防衛隊員：岡部正[12][144]、佐藤功一[145]、鈴木孝次[146]、中西英介[出典 67]、岩本弘司[注釈 15]
- 大阪海上警察官[150]：坪野鎌之
- 大阪の警官[出典 68]、対策本部員[153]：篠原正記[出典 69]
- ナイトクラブの客：渋谷英男[12]、砂川繁視[154]、細川隆一[155]
- 逃げ惑う群衆：奥村公延[156][157]

## スタッフ
- 製作：田中友幸
- 原作：香山滋
- 脚本：村田武雄、日高繁明
- 撮影：遠藤精一
- 美術監督：北猛夫
- 美術：安部輝明
- 録音：宮崎正信
- 照明：大沼正喜
- 音楽：佐藤勝
- 音響効果：三縄一郎
- 特殊技術
  - 美術[158]：渡辺明
  - 合成[出典 70]：向山宏
  - 照明[158]：城田正雄
- 監督助手：岩城英二
- 編集：平一二
- 現像：東宝現像所
- 製作担当者：馬場和夫
- 特技監督：円谷英二
- 監督：小田基義

### スタッフ（ノンクレジット）
- スチール：副田正男[要出典]
- 特殊技術
  - 火薬：山本久蔵[要出典]
  - 造形：利光貞三[14]
  - 操演：中代文雄[要出典]
  - 監督助手：浅井正勝[要出典]
  - 撮影助手：有川貞昌[14]、富岡素敬[14]、樺島幸男[14]、真野田陽一、高野宏一、円谷一[要出典]
  - 美術助手：井上泰幸、入江義夫、成田亨、飯塚定雄[要出典]
  - 造形助手：八木康栄、八木勘寿、開米栄三、鈴木儀雄[要出典]
  - 合成撮影：泉実[要出典]
  - 合成作画：渡嘉敷唯信、進八郎[要出典]
  - 光学撮影：荒木秀三郎[要出典]
  - 光学作画：幸隆生[要出典]
  - 製作係：坂本泰明[14]

## 制作
前年11月3日に封切り公開された第1作『ゴジラ』（1954年、本多猪四郎監督）は、空前の大ヒットを記録した。このことを受け、プロデューサーの田中友幸は「この大ヒットで我々は気負いたった」と語っており、製作本部長の森岩雄による命令のもと、ただちに続編の企画が起こされた。当初の予定では、新怪獣のアンギラスがメインになるとされていた。
先に企画が進んでいた『獣人雪男』を先送りする形で急遽制作が決定したため、撮影期間は3か月に満たなかった。田中は「準備期間が短く、成功とは言い難かった」と振り返っている。主演の小泉博も、「ゴジラが当たったから会社が慌てて作った」という印象であったと述べている。大阪を舞台としているのは、関西の劇場興行主からの要望によるものであった。後半で舞台が北海道に移るのも同様の理由とされる。
田中の依頼により、前作で原作を担当した香山滋が、本作品でも原作を担当している。しかし、前作で殺してしまったゴジラをまた登場させるという話作りに苦労し、熱海の馴染みの旅館「緑風閣」に泊まり込んで草案を練ったものの行き詰まった香山は、「温泉に飛び込んだところ、一気にインスピレーションが湧いた。1954年12月20日、午後5時30分、ゴジラ第二世（1955年〜1975年）はかくして熱海の温泉内で誕生した」と語っている。香山はゴジラに対する愛着から再びゴジラを殺すのは忍びなく、氷の中に閉じ込めるという結末になった。香山は原作を執筆したという記録は残っているが、台本としては確認されていない。その後、香山は雑誌『机』1955年12月号に掲載されたエッセイ「『ゴジラ』ざんげ」にて、ゴジラが人気者になるにつれて香山自身も愛着を持ってきたが、それゆえに薬品で溶かしたり雪崩に埋めたりしてしまったことを夢にうなされるほど後悔したといい、今後続編は書かないと決意したとの旨を綴っていた。
監督は『恋化粧』の演出中および『獣人雪男』の準備中だった本多に代わり、『透明人間』の小田基義が担当している。
前作に続いて脚本を担当した村田武雄は、極限状態での人間ドラマを盛り込もうとの意図で脱走囚人のエピソードを織り込んだほか、もっとこういったものを盛り込みたかったが果たせなかったとして、本作品について残念がっている。
音楽は前作の伊福部昭に替わり、佐藤勝が担当。佐藤は小田が監督を務めた『三太と千代の山』（1952年）でデビューし、その後も独立プロダクション時代の小田の監督作で音楽を担当しており、本作品の起用もその縁によるものであった。佐藤自身は、権威のある伊福部に対し、自身は新人登用であったと述べている。佐藤は、伊福部との差別化を意識してアメリカ映画のような洒落たメカニックな音楽を目指したが、実際にはどうしたらいいかわからずそれが作品に出ていると述懐している。ゴジラの不気味さを表現するため、録音したテープを逆回転させる技法を楽曲中に採り入れている。佐藤はこの手法について、技法としては稚拙であったが、当時としては精一杯凝ったことをやったと述べている。後年、映画音楽評論家の小林淳は、本作品の音楽について「正攻法ではありながらも若者らしい前衛風味をもたたえる音楽」と評している。
興行面では、宣伝部によってトラックに等身大のゴジラとアンギラスの作りものをジオラマ風に飾り付けた宣伝カーが用意され、撮影所でのイベントと併せて都心一円を巡回し、大いに話題となった。興行館側も劇場前に両怪獣の巨大な張りぼてを飾って派手な宣伝を行った様子が、写真資料に残されている。また、前作同様のラジオドラマも制作・放送された（#ラジオドラマを参照）。主人公が「海洋漁業KK」に勤めていることから、大洋漁業とのタイアップ広告も制作された。

## 特撮・美術

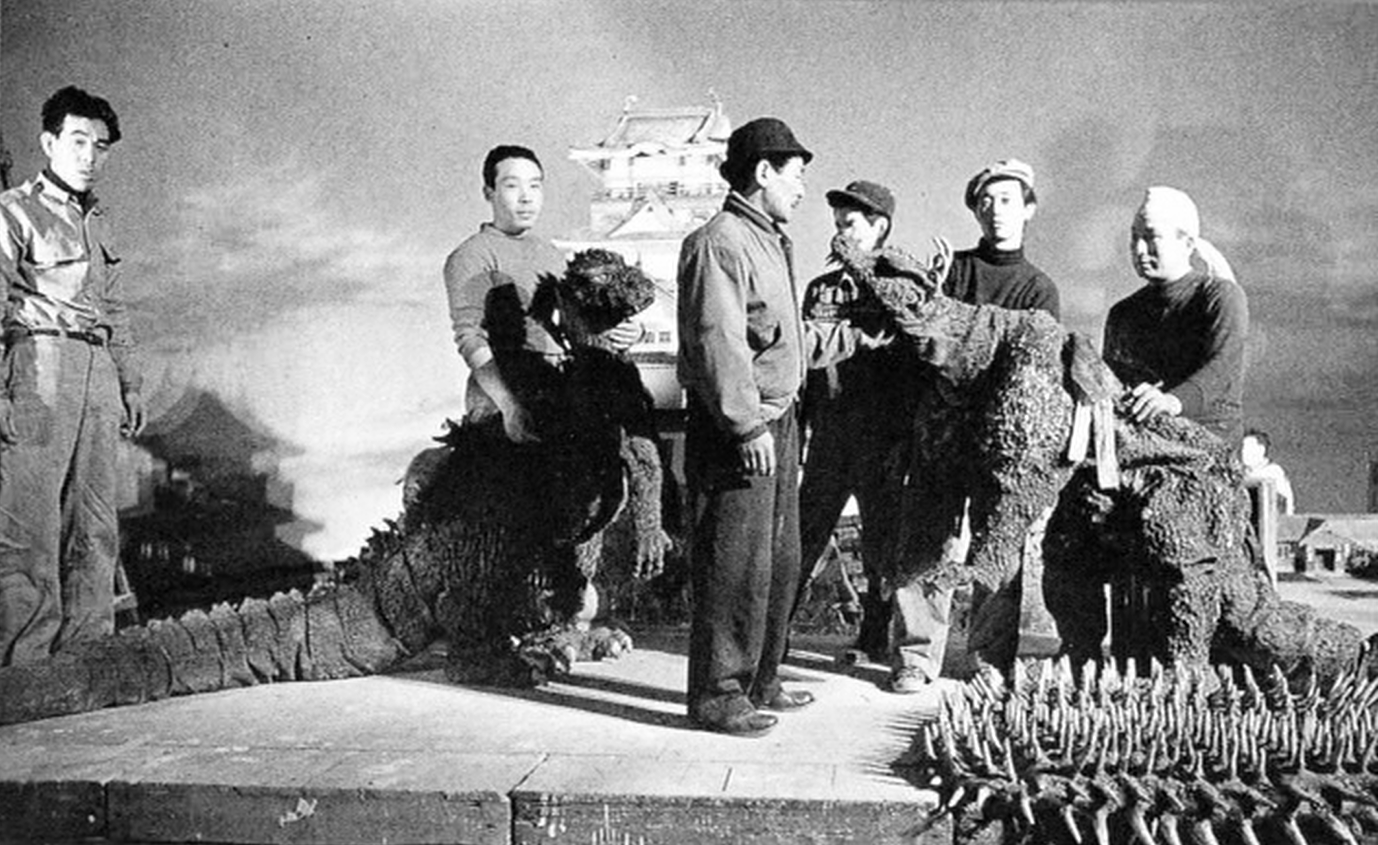
撮影風景

本作品は、それまで「特殊技術」との名目のみだった円谷英二に特技監督の役職が冠せられた。有川貞昌は前作『ゴジラ』の成功により、それまで本編の添え物的扱いだった「特撮班」が、ようやく正当な待遇を受けられるようになったと述懐している。造形助手の開米栄三は、前作では造形の作業場から撮影所までゴジラのスーツをリヤカーで運んでいたが、本作品以降はトラックで運ぶようになるなど、前作の大ヒットによる待遇の変化を感じたという。本編スタッフは前作から入れ替わった者が多いが、特撮班はおおむね前作から続投している。
前作では東宝内に特撮用ステージが無く、狭いスタジオに工夫を重ねてセットを組んでいたが、本作品ではこれも前作での成功を受け、特撮用に「第8ステージ」が新設されており、同ステージいっぱいに1/25スケールの大阪市街のミニチュアセットが組まれた。以後、大規模なミニチュアセットによる撮影が東宝特撮の基本となった。大阪湾・大阪市役所・淀屋橋・北浜・大坂城と、各名所でロケハンが行われ、実景写真に合わせた精巧なミニチュアが作られた。本編班の実景ロケは朝日放送前でも行われ、特撮班もこれに立ち会っている。前作ではビルの窓に本物のガラスを用いて苦労したため、本作品では顕微鏡のプレパラートに用いるスライドガラスを用いたが、こちらは小さすぎて苦労したという。大阪市庁舎のミニチュアは当時学生であった成田亨が手掛けており、上部をもろく作っておくことでねじれるように壊れていくという工夫がなされた。
高さ約2メートルの大坂城のミニチュアは、50万円（当時）をかけて約1か月で作られた。丈夫に作り過ぎたあまり、本番でゴジラが体当たりしてもうまく崩れてくれず、NGとなった。続いて改修し、裏からワイヤーで引っ張って壊れる算段としたが、スタッフがゴジラの襲撃前にタイミングを勘違いしてワイヤーを引き、壊してしまった。結局、半壊したミニチュアを2日間かけて修理し、再撮影を行っている。だが、取材陣はこのアクシデントに大喜びして報道し、怪我の功名で宣伝は大成功となった。
川の水が流入する地下鉄のミニチュアは、当時ミニチュアの塗装に用いられていた泥絵具では水が染み込んでしまうため、ラッカーを用いて塗装している。美術助手を務めた飯塚定雄は、狭い場所にて塗装していたためにシンナー臭で体調が悪くなったといい、さらにタバコの吸殻で引火したこともあったと証言している。
クライマックスの氷山は、オープンセットに高さ10メートルのものが作られた。撮影時期は真冬ではあるが、本物の氷が製氷業者から200トン分も運び込まれ、借りてきたベルトコンベアーで細かく粉砕したものを敷き詰めている。さらに、ゴジラが氷に埋まるシーンでは、後楽園遊園地のスケートリンクから借りた製氷器で作った氷雪が使われ、こちらは第1ステージで撮影された。このシーンでは、セットの下でゴジラの口を操作していた開米栄三が生き埋めになっており、大した怪我こそ負わなかったものの、周囲に気づかれず死ぬ思いであったという。開米は、セットの足場に用いた二重（）が廃棄寸前の古いものであったためと述べている。有川は、雪山では対比物がないために勘で撮影するしかなく、結果としてゴジラが小さく飛行機の方が目立ってしまったと述懐している。
円谷英二の長男である円谷一が前作に続き、撮影助手として特撮班に加わっている。学習院大学理学部物理科生という経歴から、英二に「特撮に使えるいい素材は無いか」とつねづね相談されていた一は、ガラスを特殊コーティングした「ハーフミラー」を創案し、特技監督の英二によって合成画面に使用されて効果をあげている。
ゴジラとアンギラスとの格闘シーンは当初、3倍の高速度撮影で撮る予定だったが、撮影助手が撮影速度のコマ数設定つまみを間違え、微速度撮影（コマ落とし）にするミスをしてしまい、異様に素早い怪獣の動きとなったフィルムが編集で上がってきた。ラッシュを確認した有川貞昌は担当者を怒ったが、円谷英二はこの素早さが野獣の格闘らしいと面白がり、コマ落としの手法のまま両怪獣の撮影が進められた。この手法は、以後の怪獣映画作品でも取り入れられた。高速度撮影ではカメラに特注モーターを取りつける必要があったため、結果として操作は楽になった。戦いの描写は、闘犬を参考にしている。
特撮の現場を見学していた土屋嘉男によれば、ゴジラとアンギラスが水中で戦うシーンでは、2体が激しく格闘していたところにプールへ電気が流れ、両者（のスーツアクター）が感電する事故が起こったという。
大阪のシーンはナイトシーンとしても暗い画面になっており、川北紘一は着ぐるみによる演技を隠す意図のほか、フランス映画の影響を受けてコントラストを少なくしているものと推測している。書籍『ゴジラ来襲』では灯火管制下の戦いにリアリティを与えていると評価しているが、書籍『ゴジラ大辞典』では画面の暗さを本作品の難点に挙げている。
神子島のシーンで偵察機からの俯瞰のゴジラは30センチメートルのゼンマイ人形が作られた。撮影中に中島春雄は同じ型から人形を作成・着色し、撮影後も自宅に飾っている。
パイロットを主人公としていることから空撮シーンが多いが、飛行機からの空撮は円谷英二が自ら行った。
有川によれば、前作のように時間の都合から合成に逃げるということがなく合成が少なくなったため、徹夜の作業も減ったという。

## 評価
観客動員数は841万人を記録し、前作に続く大ヒットを収めた。これにより東宝は特撮怪獣映画路線を確立させていった。
公開当時の映画評では、前作よりも本作品の方が高く評価されていた。これについて本多は、当時のマスコミは監督が映画の中に自身の主張を入れることに否定的な風潮であったといい、本作品に対する評価はそのことが反映されたものと推測している。本多自身は、前作よりも事件がポンポン進んで面白かったのではないかと評している。
前作を絶賛していた三島由紀夫は、本作品も鑑賞したことを日記にしたためている。

## 海外公開版
前作が『Godzilla, King of the Monsters!』の英語題名で海外に配給され、大成功を収めたことから、本作品もアメリカのバイヤーに買い取られ、海外配給が決定した。権利を取得したのはヘンリー・リブニック（別名 - ハロルド・ロス）、リチャード・ケイ、エドワード・バリソン、ポール・シュライブマン、エドモンド・ゴールドマンらのグループである。当初は『Godzilla, the Fire Monster』のタイトルが予定されていたが、前作とはバイヤーと配給会社が異なるために「Godzilla」をタイトルに使うことができず、『The Volcano Monsters』のタイトルでリパブリック・ピクチャーズが配給することが決まり、さらにアメリカ・ハリウッドで新たに追加撮影を行うこととなった。日本人俳優の登場するシーンや日本版のストーリーはすべてカットし、アメリカ映画として作り直す予定であった。
エドワード・バリソンとヘンリー・リブニックは追加撮影のためにAB-PTピクチャーズと契約し、脚本はイブ・メルキオールとエド・ワトソンが執筆した。執筆にあたってメルキオールとワトソンは『ゴジラの逆襲』を鑑賞して特撮シーンをリスト化すると、使用する映像を選別して新しいストーリーを構想し、1957年5月7日に脚本が脱稿した。同年6月17日から撮影が開始される予定であることが雑誌『バラエティ』で発表された。追加撮影に関しては前作に触発されたものとされているが、イブ・メルキオールは『ゴジラの逆襲』のストーリーをプロデューサーが面白くないと判断したためだと述べている。
その内容は、「フィリピンを経由して大阪で激闘を繰り広げた2匹の巨大怪獣が、アメリカに上陸して再戦する」というものである。なお、脚本上では登場怪獣は巨大な恐竜と設定されており、ゴジラはティラノサウルス、アンギラスはアンキロサウルスと記載されている。
ゴジラが白熱光を放つシーンはカットされる予定で、飛行機が撃墜されるシーンでは白熱光の代わりに、ゴジラの手が飛行機を叩き落とすシーンがアメリカで制作される予定だった。なお、アメリカでの特殊効果はハワード・A・アンダーソンのスタジオが担当する予定だった。
撮影用にアメリカ人俳優の体型に合わせた着ぐるみ（スーツ）が東宝特美班によって新造されたが、慣れないスーツによる演技がアメリカのスタッフにこなせず、予算の問題もあって撮影は中止となり、1957年7月にAB-PTピクチャーズが閉鎖されたため、海外配給は一旦中止となった。
この新造スーツは、後に完成した海外版編集版の名称から通称「ジャイガンティスゴジラ」と呼ばれ、日の目を見られなかった幻のスーツとなった。その姿を確認できる資料は、1957年ごろに造型師の利光貞三らと共に撮影された1枚のスナップ写真のみである（画像）。このスーツは下半身が太く手が大きいデザインで、それまでのスーツに比べて耳が無く、後足が3本指である。この特徴は、『キングコング対ゴジラ』（1962年、本多猪四郎監督）のゴジラ（通称「キンゴジ」）に近似しており、特撮ライターのヤマダマサミは、頭の形状からこのスーツが『キングコング対ゴジラ』のゴジラの原型となったのではないかと推定している。その後、スーツの消息は明らかになっていない。デザイナーのポール・ブレイズデルは映画『暗闇の悪魔』の制作中に倉庫でゴジラとアンギラスの着ぐるみが入った木箱を目撃したと証言しており、 ハワード・A・アンダーソン・ジュニアから「インサートを撮るのに使う予定だ」と説明され、箱からゴジラの着ぐるみを取り出して見てみたが、アメリカ人が入ることが出来ない小さいサイズで、損傷が激しかったと述べている。
やがて、1958年に権利がポール・シュライブマン、エドモンド・ゴールドマン、ニュートン・P・ジェイコブスらに渡り、最終的には追加撮影分のないままアメリカ側で再編集される形で完成した。再編集版は『Godzilla Raids Again』という『ゴジラの逆襲』を直訳した仮タイトルで製作されており、東宝は計画を変更するならば予定されていたタイトルを変更してこちらのタイトルを使用し、「Godzilla」の名を冠することを希望したが、配給権を得たワーナー・ブラザースがゴジラの名称を使うために権利料の支払いが必要だったことから断り、「ゴジラ」の名前は使用されないまま、「GIGANTIS」（ジャイガンティス）の名で別の怪獣として設定され、『GIGANTIS, THE FIRE MONSTER』（直訳：炎の怪獣ジャイガンティス。略称 - GFM）として公開された。
1959年1月に『GIGANTIS, THE FIRE MONSTER』の近日公開が報じられた際、シュライブマンは「この映画はゴジラの2作目である」と述べている。
ドライブインシアターチェーンを経営していたパシフィック・シアターズのビル・フォアマンが『GIGANTIS, THE FIRE MONSTER』と『宇宙からの少年』の権利をシュライブマンから買い取ってワーナー・ブラザースに売り込み、4年間のアメリカおよびラテンアメリカ地域での配給権を販売。1959年5月21日に2本の映画は同時上映で公開された。
フォアマンの顧問弁護士であったハリー・B・スワードローは「ワーナーは上映用フィルムのプリント代と宣伝費用しか負担していない」と述べている。フォアマンがこの映画の権利者となることを望まなかったため、スワードローが権利者となった。

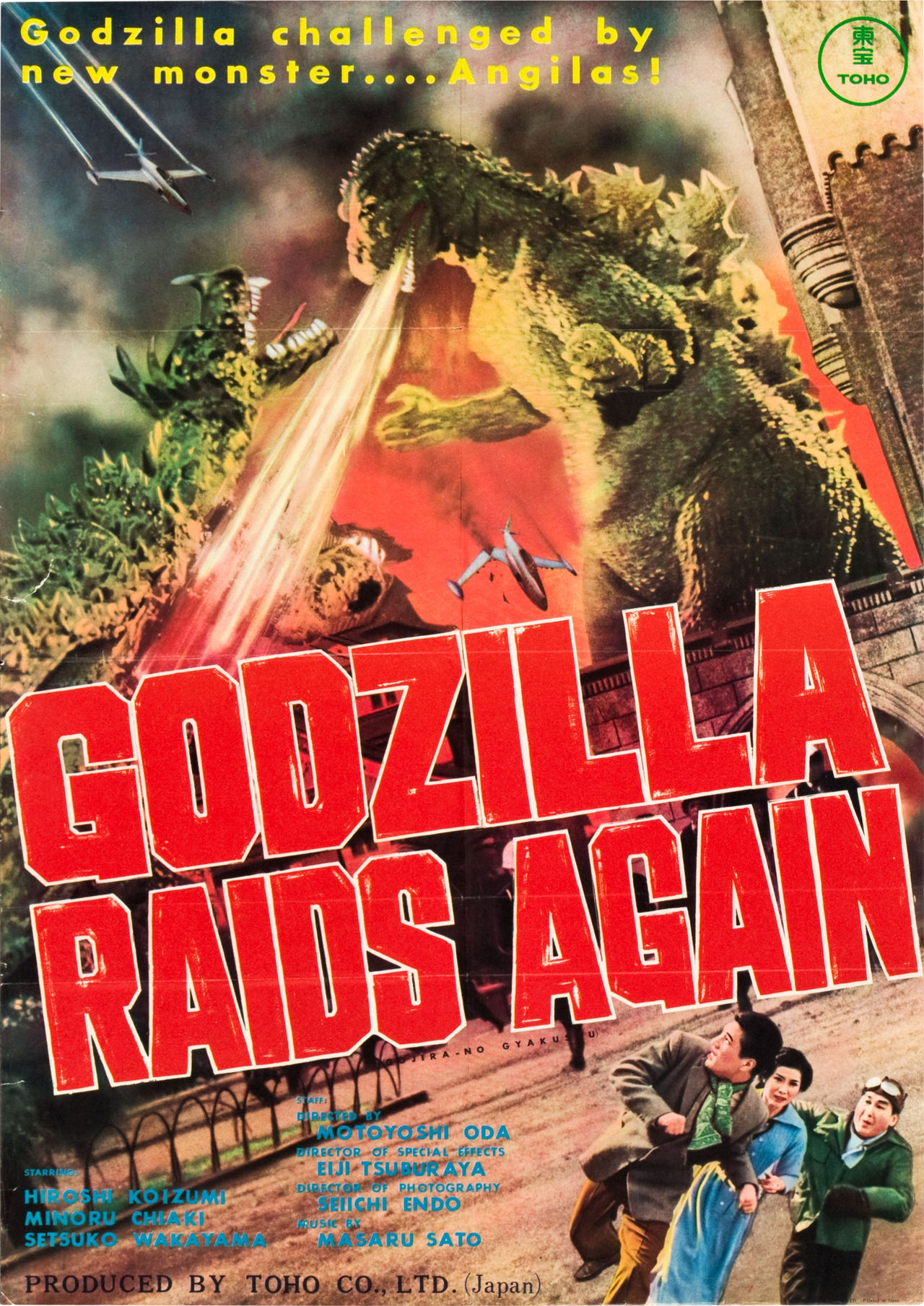
東宝が作成した『Godzilla Raids Again』のポスター
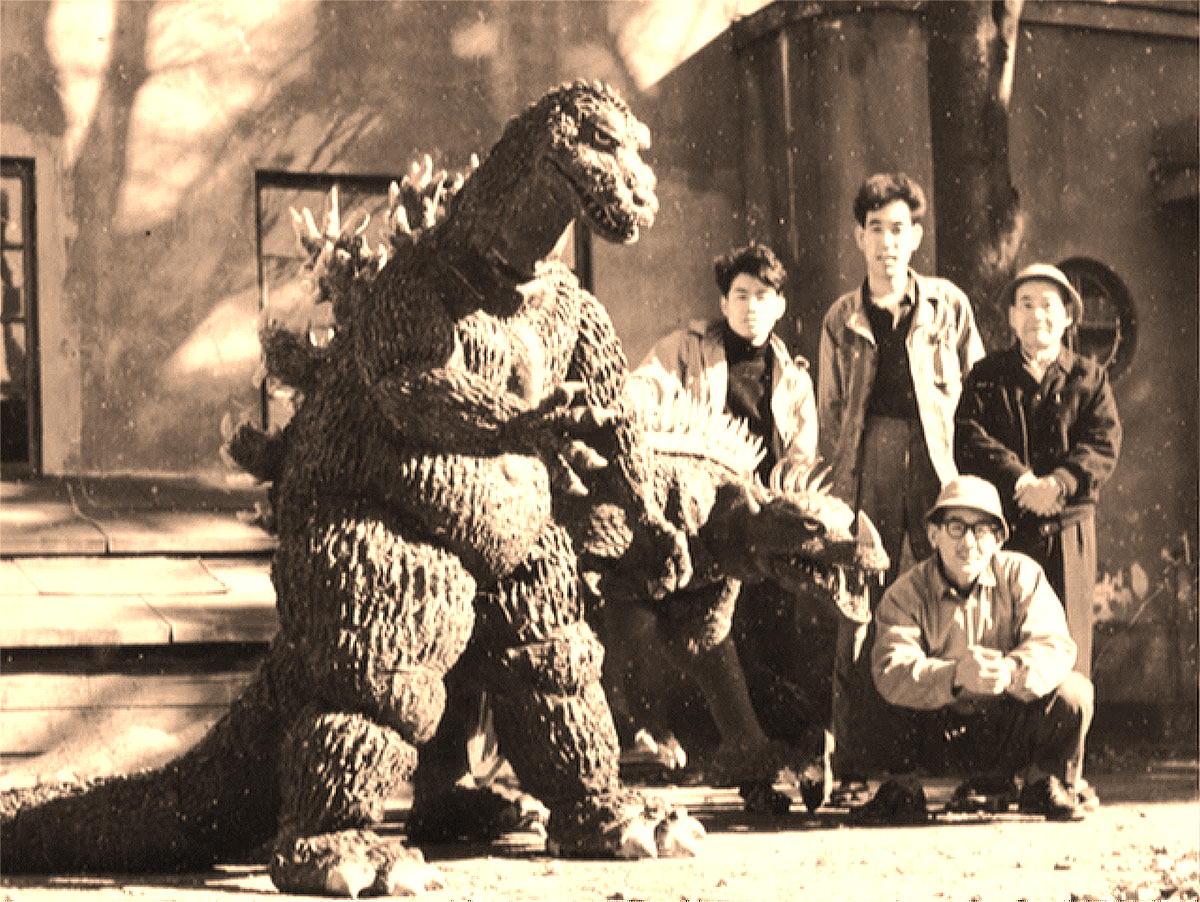
ジャイガンディスゴジラのスーツ（1957年）
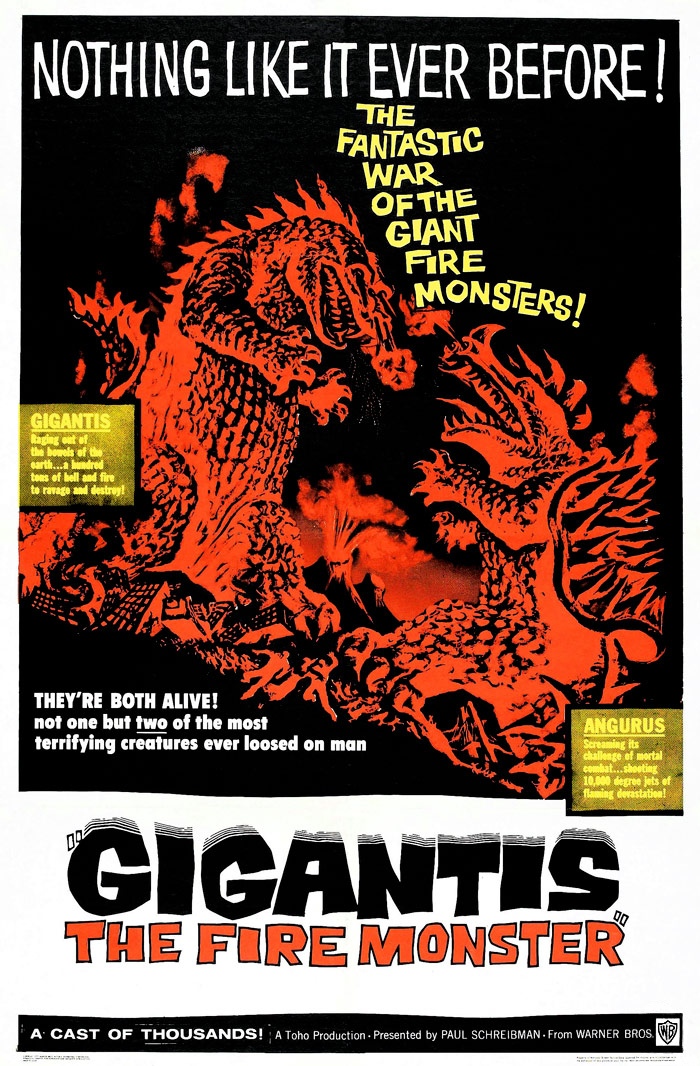
『GIGANTIS, THE FIRE MONSTER』のポスター（1959年）

海外版では、前作のような大幅な登場人物の追加は無いものの、タイトルロールの背景は炎上する大阪市街に変更されており、冒頭の水爆実験や核ミサイル発射、恐竜の生態、芸者による三味線の演奏、ラストシーンの宮城遥拝する民衆など、既存の記録映像から流用されたシーンが追加されている。ゴジラは前述の通り「GIGANTIS」、アンギラスは「ANGURUS」の名称になった。
当時のアメリカ映画界の慣習に従って音楽が変更されているほか、台詞はすべて英語で吹き替えられた。新聞が登場するシーンは『The Osaka Times』と『The Japanese Times』という架空の英字新聞に変更されており、小林が漁船に投下した手紙のアップも、筆記体で書かれた英語の手紙のアップで代替されている。出演者は以下の通り。
- 月岡正一 [195][207] - ケイ・ルーク
- ラジオアナウンサー[208] - ジョージ・タケイ
- 小林弘治[209][注釈 40]、山路耕平[197]、他脇役 - ポール・フリーズ
- ナレーター[203] - マーヴィン・ミラー
- スタッフ[203]
  - エグゼクティブ・プロデューサー - ハリー・B・スワードロー
  - プロデューサー - ポール・シュライブマン
  - アソシエイト・プロデューサー - エドモンド・ゴールドマン
  - ミュージックエディター - レックス・リプトン
  - サウンドエフェクトエディター - アル・サーノ
  - アディショナル・ミュージック - ポール・ソーテル、バート・シェフター
  - 監督・編集 - ヒューゴ・グリマルディ
  - 音声 - ライダー・サウンド・サービス

吹き替え用原稿を作るために翻訳する際、「バカな」という日本語の台詞の口に合う英単語が直訳では見つからず、口の動きが似ている「バナナオイル」 (banana oil) という単語が使われたが、該当シーンにおける日本語の「バカな」とはニュアンスの異なる単語であったうえに「バナナオイル」の響きがシーンと合致しておらず、さらに「バナナ」という単語の持つスラング的な意味もあって、「不適切な訳」として不評であった。怪獣の鳴き声が日本版から変更されており、ジャイガンティスには日本のアンギラスの鳴き声の効果音が、アンギラスには日本のゴジラの鳴き声の効果音がそれぞれ使われた。
公開後、1960年代前半まではテレビで放送されたことはあったが、ワーナーの権利が切れた後、ハリー・B・スワードローがリバイバル上映およびテレビ放映に興味を示さなかったことや、放送の打診なども無かったため、アメリカ版はその後長らく劇場公開・テレビ放映ともに行われない幻の作品となっていた。1980年代になり、東宝が権利を買い戻してアメリカで発売された映像ソフト版では、タイトルは東宝の要望で『Godzilla Raids Again』に変更されており、以後の海外編集版・日本オリジナル版ともにこの名称で流通されている。

## ディスコグラフィー
「ゴジラさん」（ビクターレコード）
公開年の6月に「ビクターレコードの傑作盤」と銘打たれて発売されたSPレコードで、青木晴美が歌う、お座敷小唄風のコミックソング。B面「うちのアンギラス」は野澤一馬とのデュエット。

## 小説版
香山滋によって執筆された「原作」は、小説としても出版された。
- 『ゴジラ 東京・大阪編』（1955年7月20日、島村出版・少年文庫） [215][216]
  - 『ゴジラ』と『ゴジラの逆襲』の映画脚本をアレンジ[出典 92]。本作品を基にした「大阪編」は、アンギラスが白熱光を吐く描写がある以外は映画と大きな差異はない[217]。
- 『ゴジラ 東京・大阪編』（1976年9月1日、奇想天外社）[出典 93]
  - 島村出版の小説の復刻版[215]。小学館・スーパークエスト文庫、筑摩書房・ちくま文庫などからも復刊された。
- ゴジラとアンギラス（1997年・岩崎書店）

## 漫画版
公開前後に漫画化され、各社から発行された。同年6月の『三年ブック』（学研）に、「秀文社が『ゴジラの逆襲』の漫画版を発売」との予告があったが、実際に発行されたかは不明。
- 『ゴジラの逆襲』（1955年4月25日、黎明社）[出典 94]
  - 作者は福田三省[219]。
- 『ゴジラの逆襲』（1955年5月、講談社）[出典 95]
  - 「少年クラブ」5月号別冊付録[出典 96]。原作：香山しげる、絵：湯川久男[221]。
- 『ゴジラの逆襲』（1955年6月、講談社）[215][222]
  - 「ぼくら」1955年6月号付録[215][222]。漫画：カゴ直利[222]。
- 『大あばれゴジラ』（1955年6月、集英社）
  - 「おもしろブック」6月号別冊付録[222]。漫画：杉浦茂。アンギラス以外にもギョットスなどの怪獣が登場し、大きく異なった展開となっている[222]。
- 『続ゴジラ アンギラスの逆襲』（1958年11月15日、あかしや書房）[出典 97]
  - 原作：香山滋、漫画：藤田茂[223]。2014年に『ゴジラ漫画コレクション1954-58』（小学館クリエイティブ）へ収録された[223]。

## ラジオドラマ
第1作同様、公開前に宣伝部によってラジオドラマが企画され、ニッポン放送にて1955年3月26日から5月まで毎週土曜日に放送されていた。
音声は初回のものが現存しており、2024年1月1日にニッポン放送で放送された『ゴジラ｜ニッポン放送70周年特別番組 幻のラジオドラマ復活!新春ゴジラ談義』内にて再放送が行われた。
- 原作：香山滋
- 脚色：欄治五郎
- 作曲指揮：横田昌久
- 演奏：アンサンブル・フリージア
- 効果：加納米一
- 演出：柴田忠夫
- 調整：佐野晃久

出演者は映画とほぼ同じだが、千秋実の演じた小林弘治役は、藤木悠が務めている。現在確認できるその他の出演者は以下の通り。
- 警視総監：小栗一也
- 寺沢隊長：武藤英司
- 池田隊員：勝田久
- 田島隊員：真木恭介
- 語り手：田中明夫

## 映像ソフト
- ビデオテープ（VHSおよびベータマックス）は1982年発売[226]。
  - 1991年12月1日に廉価版発売[24][227]。品番TG4288[出典 98]。
- LDは1986年1月21日発売。品番TLL2204[4][229]。
  - 1989年11月21日再発売[230]。
- DVDは2001年10月25日にジュエルケース版が発売[231][232]。オーディオコメンタリーは有川貞昌と富岡素敬[232]。
  - 2005年4月22日発売の「GODZILLA FINAL BOX」に収録されている[233]。
  - 2008年1月25日発売のトールケース版「ゴジラ DVDコレクションI」に収録されており、単品版も同時発売[234]。
  - 2014年5月14日、60周年記念版発売[235]。
  - 2016年6月15日、東宝DVD名作セレクション版発売[129]。
- Blu-ray Discは2014年7月16日発売[236][237]。
  - 2019年5月22日、東宝Blu-ray名作セレクション版発売[238]。

## 関連作品
- 『ゴジラvsビオランテ』（1989年） - シリーズ第17作。大阪が主要な舞台の1つとなっており、本作品と同じく中之島周辺が登場しているが[239]、大阪城は背景として数回映るに留まった[240]。監督・脚本を務めた大森一樹は、大阪を舞台の1つとした理由について前作『ゴジラ』（1984年版）が東京であったことの差別化であったとしているが、結果的に第1作『ゴジラ』（1954年）と『逆襲』との関係と同じになってしまったと述べている[241]。